# Lorenz Welker
Lorenz Welker (* 1953 in München) ist ein deutscher Musikwissenschaftler.

## Leben
Er studierte von 1972 bis 1979 an der Ludwig-Maximilians-Universität München Medizin. Nach der Approbation war er in der Abteilung für Experimentelle Neuropathologie am Theoretischen Institut sowie an der Klinik des Max-Planck-Institut für Psychiatrie in München tätig. Von 1982 bis 1989 war er wissenschaftlicher Mitarbeiter an der Schola Cantorum Basiliensis der Musik-Akademie der Stadt Basel. Nach der Promotion 1988 an der Universität Zürich zum Dr. med. mit einer Arbeit aus dem Gebiet der Medizingeschichte schloss er ein Zweitstudium in den Fächern Musikwissenschaft und Psychologie (an den Universitäten Basel und Zürich) 1988 mit dem Lizentiat ab. Von 1988 bis 1990 leitete er das Mikrofilmarchiv am Musikwissenschaftlichen Institut der Universität Basel.
Danach war er bis 1994 wissenschaftlicher Assistent am Musikwissenschaftlichen Seminar der Universität Heidelberg. Nach der Promotion zum Dr. phil. 1992 an der Universität Basel mit Studien zur musikalischen Aufführungspraxis in der Zeit der Renaissance und der Habilitation 1993 ebenda mit einer Untersuchung über die Musik am Oberrhein im späten Mittelalter vertrat er im Sommersemester 1993 und im Wintersemester 1993/1994 den Lehrstuhl an der Universität Bern. Im Sommersemester 1994 wurde er zum Professor für Musikwissenschaft an der Universität Erlangen berufen. Seit 1996 lehrte er an der Universität München.
Seine Forschungsschwerpunkte sind Musik des Spätmittelalters und des Barock und Fragen der musikalischen Aufführungspraxis.

## Schriften (Auswahl)
- Das „Iatromathematische Corpus“. Untersuchung zu einem alemannischen astrologisch-medizinischen Kompendium des Spätmittelalters mit Textausgabe und einem Anhang: Michael Puffs von Schrick Traktat „Von den ausgebrannten Wässern“ in der handschriftlichen Fassung des Codex Zürich, Zentralbibliothek, C 102b. Zürich 1988 (= Zürcher medizingeschichtliche Abhandlungen. Neue Folge, Band 196), ISBN 3-260-05207-0. Zugleich Medizinische Dissertation Zürich.
- Studien zur musikalischen Aufführungspraxis in der Zeit der Renaissance ca. 1300 bis 1600. München 1992, OCLC 1071539057.
- Musik am Oberrhein im späten Mittelalter. Die Handschrift Strasbourg, olim Bibliothèque de la Ville, C.22. Basel 1993, OCLC 181940791.
- als Herausgeber mit Christoph Michael März und Nicola Zotz: „Ieglicher sang sein eigen ticht“. Germanistische und musikwissenschaftliche Beiträge zum deutschen Lied im Mittelalter. Wiesbaden 2011, ISBN 3-89500-360-3.